# 陳塘荘駅
陳塘荘駅（ちんとうそう-えき）は中華人民共和国天津市河西区に位置する天津地下鉄1号線の駅。

## 駅構造

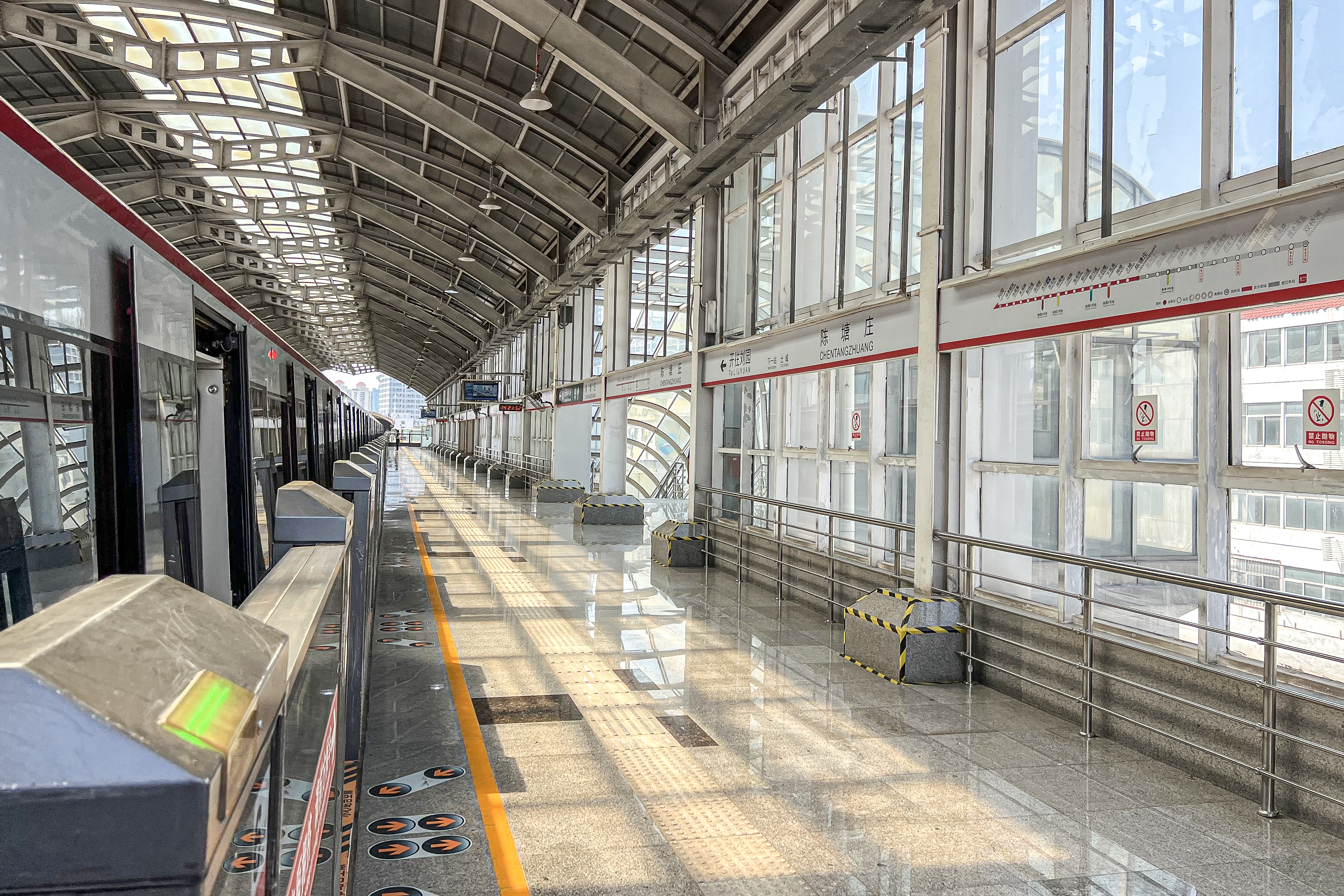
ホーム

- 相対式ホーム2面2線の地上駅で、ホームドア完備。出口はA～Cの3箇所ある。

## 駅周辺
- 河西外国語学校
- 公安消防中隊
- 天津小学

## 歴史
- 2006年6月12日 - 開業。

## 隣の駅
- ■1号線

復興門駅 - 陳塘荘駅 - 土城駅
座標: 北緯39度04分57秒 東経117度14分32秒 / 北緯39.0825度 東経117.2422度